# Hesperantha erecta
Hesperantha erecta là một loài thực vật có hoa trong họ Diên vĩ. Loài này được (Baker) Benth. ex Baker miêu tả khoa học đầu tiên năm 1892.